# 侯金林
侯金林，MH，JP，民建聯成員，曾任北區區議會上水鄉郊區議員及前北區區議會副主席。

## 選舉生涯
侯金林是上水河上鄉原居民，上水侯氏第29代宗族成員，曾任河上鄉村代表。1994年香港區議會選舉中，侯金林首次當選為北區區議會上水鄉郊區議員，以後一直連任至2015年12月31日。
1999年香港區議會選舉時，擊敗河上鄉同宗侯志強。2003年香港區議會選舉時，再次擊敗侯志強。2007年香港區議會選舉時，擊敗民主黨嚴志恆。2011年香港區議會選舉時，以82票險勝金錢村侯氏的侯福達，更當選北區區議會副主席。
2012年，獲選為北區區議會副主席。2014年9月4日下午，在上水視察公共小巴時，突然被潑淋黑色油漆。事後，香港警方拘捕了3名有黑社會背景的疑犯。
2015年香港區議會選舉，上屆敗選的侯福達再次與角逐連任的侯金林對決，結果侯金林以460票之不敵獲2934票的侯福達，連任失敗，結束長達21年的區議員生涯。

## 榮譽
2006年，獲榮譽勳章。2009年，獲委任為太平紳士。